# Gama (miasto)
Gama – miasto satelickie w Brazylii w Dystrykcie Federalnym. W 2000 roku liczyło 130 580 mieszkańców.